# Скобелівська Балка
Скобелівська Балка — ботанічний заказник місцевого значення в Україні. Розташований на території Казанківського району Миколаївської області, у межах Скобелевської сільської ради.
Площа — 10 га. Статус надано згідно з рішенням Миколаївської обласної ради від № 24 від 02.02.1995 року задля охорони зональних угруповань формацій.
Заказник розташований на північ від села Скобелеве.
Територія заповідного об'єкта розташована на схилах балки, що пов'язана з річкою Висунь, слугує для збереження та охорони гвоздики ланцетної (Dianthus lanceolatus).